# Coryphaenoides sibogae
Coryphaenoides sibogae is een straalvinnige vissensoort uit de familie van rattenstaarten (Macrouridae). De wetenschappelijke naam van de soort is voor het eerst geldig gepubliceerd in 1929 door Weber & de Beaufort.